# Макаревич, Тадеуш
Тадеуш Макаревич (пол. Tadeusz Makarewicz; Невирков, 17 августа 1925, Невирков, Волынское воеводство, Польша — 4 мая 2025) — польский военный деятель, в 1973—1987 годах — руководитель Группы подразделений безопасности Министерства обороны ПНР. В 1981—1983 годах — член Военного совета национального спасения.

## Депортация и война
Родился в семье осадника. В 1939 году, в результате Польского похода РККА, Западная Украина была присоединена к Советскому Союзу. 10 февраля 1940 года Макаревичи были депортированы во внутренние районы СССР и привлечены к принудительному труду.
В 1943 году Тадеуш Макаревич вступил в 1-ю пехотную дивизию имени Тадеуша Костюшко, сформированную в СССР. Участвовал в Битве под Ленино. Затем служил в 3-й пехотной дивизии имени Ромуальда Траугутта. Участвовал в боях за Варшаву и Колобжег, был ранен, дошёл до Берлина. За военные заслуги награждён Серебряным крестом Virtuti militari, Крестом Грюнвальда, Крестом Храбрых.
С апреля по сентябрь 1945 года обучался на офицерских курсах в московской Академии имени Фрунзе. В 1946 году Тадеуш Макаревич получил звание капитана сухопутных войск Народного Войска Польского.

## Служба в ПНР
В 1949—1950 годах Тадеуш Макаревич прошёл обучение в Высшей школе пехотных офицеров. В 1960—1963 годах учился в Академии Генерального штаба. С 1953 года служил в школе морских офицеров в Гдыне, руководил подготовкой кадров ВМФ. Получил звание полковника и квалификацию военного дипломата. Был удостоен государственных наград ПНР (орден Возрождения Польши, орден «Знамя Труда»).
Тадеуш Макаревич принадлежал к военной номенклатуре, состоял в правящей компартии ПОРП. В конце 1947—1948 годов в качестве командира взвода Макаревич участвовал в подавлении антикоммунистического вооружённого подполья в Подлясье. С 1970 года — член партийного комитета командования ВМФ. В 1978 году прослушал курс функционеров исполнительной власти в Вечернем университете марксизма-ленинизма при идеологическом отделе ЦК ПОРП. Был делегатом VIII съезда ПОРП в феврале 1980 года.
23 января 1973 года Тадеуш Макаревич был назначен руководителем Группы подразделений безопасности Министерства обороны ПНР. Занимал этот пост 14 лет — до 5 февраля 1987 года. Координировал действия военных органов безопасности со службой политического сыска и репрессий — СБ МВД ПНР. Участвовал в подавлении политической оппозиции, был жёстким противником движения Солидарность.
В качестве руководителя Группы подразделений безопасности 13 декабря 1981 года полковник Макаревич был включён в состав Военного совета национального спасения (WRON), возглавляемого генералом Ярузельским. Участвовал в подавлении «Солидарности» и политических репрессиях периода военного положения.
В 1987 году, в период политических манёвров Ярузельского, Макаревич был снят с руководства подразделениями безопасности и направлен военным атташе в НРБ.
С 1991 года — уже в Третьей Речи Посполитой — вышел на пенсию.

## В Третьей Речи Посполитой
После смены общественно-политической системы Польши в 1989—1991 годах Тадеуш Макаревич занялся общественной деятельностью в организациях военных ветеранов ПНР. Участвовал в публичных мероприятиях, удостаивался корпоративных наград.
Тадеуш Макаревич не привлекался к ответственности за свою деятельность в период военного положения. Однако Институт национальной памяти причислял его к функционерам коммунистической партии и карательных органов режима. В 2008 году был поднят вопрос о лишении воинских наград и резком снижении пенсий для бывших членов WRON. Организации, в которых состоял Макаревич, выступили в его защиту, причём апеллировали к «принципам цивилизованного мира, демократии и социальной справедливости».
Брат Тадеуша Макаревича — Казимеж Макаревич — был генералом Войска Польского, командовал воздушно-десантной дивизией.
Скончался 4 мая 2025 года.